# Rolls-Royce Hawk
Роллс-Ройс Хоук (англ. Rolls-Royce Hawk) — британский авиационный двигатель, разработанный компанией «Роллс-Ройс» в 1915 г. Основой конструкции стал один ряд (6 цилиндров) двигателя Eagle. Первоначальная мощность составляла 75 л.с. при 1370 об/мин, но постепенно была увеличена до 91 л.с. к февралю 1916 г. и 105 л.с. к октябрю 1918 г.
После создания прототипа фирмой «Роллс-Ройс», Hawk выпускался по лицензии компанией «Брэзил Стрейкер» в Бристоле с 1915 по 1918 гг. За это время было построено 204 двигателя, которые заслужили репутацию очень надёжных.
Многие двигатели этого типа использовались в качестве силовой установки дирижаблей типа SSZ береговой охраны, которых было построено 76.

## Применение

### Самолёты
- Avro 504F
- Farman MF.7
- Royal Aircraft Factory B.E.2

### Дирижабли
- Тип SS
- Тип SSP
- Тип SSZ
- Тип SST

## Спецификация (Hawk I)

### Основные характеристики
- Тип: 6-цилиндровый рядный двигатель жидкостного охлаждения
- Диаметр цилиндра: 101,6 мм
- Ход поршня: 152,4 мм
- Объем двигателя: 7,41 л.
- Длина: 1190 мм
- Ширина: 597 мм
- Высота: 902 мм
- Сухой вес: 175,5 кг

### Особенности функционирования
- Клапаны: верхнеклапанный газораспределительный механизм с одним распределительным валом
- Топливная система: спаренный карбюратор Claudel-Hobson FZR
- Тип топлива: бензин
- Система охлаждения: жидкостная

### Производительность
- Выходная мощность: 75 л.с. (56 кВт) при 1350 об/мин
- Удельная мощность: 7,56 кВт/л
- Степень сжатия: 5,1:1
- Удельная мощность по весу: 0,3 кВт/кг